# Лихтенштейн, Альфред (писатель)
Альфре́д Лихтенште́йн (нем. Alfred Lichtenstein; 23 августа 1889, Берлин — 25 сентября 1914, Вермандовиль-на-Сомме, Франция) — немецкий поэт, прозаик. Один из основоположников немецкого экспрессионизма. Участник Первой мировой войны, в самом начале которой был убит.

## Биография
Родился 23 августа 1889 года в Берлине в семье фабриканта. После окончания гимназии изучал юриспруденцию в Берлине и Эрлангене. В 1913 году защитил диссертацию по театральному праву. Осенью 1913 года был призван в армию, Баварский пехотный полк. С начала Первой мировой войны участвовал в боевых действиях. Перед атакой на французские позиции под городком Вермандовиль написал последнее стихотворение «Прощание», в котором предсказал собственную гибель. Лейтенант Альфред Лихтенштейн погиб 25 сентября 1914 года. Погиб в возрасте 25 лет.
Принадлежал к кружку молодых литераторов, группировавшихся вокруг берлинского «Кафе дес Вестенс» («Западного кафе»).
Стихи начал публиковать в 1910 году в журнале «Штурм» и с 1912 года — в журнале «Акцион».

## Критика
Один из крупнейших представителей немецкого экспрессионизма Готфрид Бенн считал, что поэзия экспрессионизма началась с двух стихотворений:
Начало экспрессионистической лирики в Германии ведётся от появления в 1911 году в «Симплициссимусе» стихотворения Альфреда Лихтенштейна «Сумерки» и напечатанного в том же году стихотворения «Конец света» Якоба ван Годдиса.
Этого же мнения придерживались и многие экспрессионисты и литературные критики — некоторые с оговоркой, что стихотворение Лихтенштейна было написано под влиянием стихотворения ван Ходдиса.
Полярной точки зрения придерживался другой экспрессионист, Иоганнес Бехер, в конце жизни недвусмысленно написавший в своих воспоминаниях «Поэтический принцип» (1957) о полной вторичности поэзии Лихтенштейна по отношению к «Концу света» ван Ходдиса:
Что у Альфреда Лихтенштейна, что у Эрнста Бласса заметно, что всё — от ван Годдиса. Переживание одновременности сделалось шаблоном, бюрократическим стихотворным продуктом, к тому же математически вымудренным, в котором каждому предложению должно было следовать противопоставление, с тем, чтобы произвол и неупорядоченность не позволяли заметить какую-либо связь и общность.

## Переводы на русский язык
Два стихотворения Лихтенштейна, «Сумерки» и «Конец воскресного дня», были переведены Владимиром Нейштадтом и включены им в антологию из одиннадцати немецких экспрессионистов «Чужая лира» (1923). Другие переводчики немецких экспрессионистов, Виктор Топоров и Антонина Славинская, так оценивали переводы Нейштадта для этой антологии:
…Переводы его были скорей ознакомительным, чем художественным откликом на подлинную революцию, произведённую экспрессионистами в немецкой литературе, и в особенности в поэзии.
Стихотворения Лихтенштейна в переводах Бориса Лапина (частью под псевдонимом С. Пнин) публиковались в журнале «Московский Парнас», выходившем с 1922 года в Москве.
Единственное стихотворение Альфреда Лихтенштейна «Прогулка» было переведено Осипом Мандельштамом.
Одно или несколько стихотворений Лихтенштейна перевёл Анатолий Луначарский.
Стихотворение «Сумерки» переведено Борисом Марковским и Борисом Пастернаком.
Первая большая подборка переводов стихотворений и небольших прозаических произведений Альфреда Лихтенштейна была опубликована журналом «Иностранная литература» в 2011 году в специальном тематическом номере (№ 4) «Немецкий экспрессионизм» силами двух переводчиков — Алёши Прокопьева (поэзия) и Татьяны Баскаковой (проза). Татьяна Баскакова была также составителем всего специального номера журнала.
Поэтическая подборка в этом номере была названа по одному из переведённых стихотворений — «А ну-ка я надену канотье…» и включала следующие стихотворения:
| - Прогулка - Пасмурный вечер - Страх - Атлет - Песни Берлину - Capriccio - Carrière - Сумерки | - Возвращение в родную деревню - Смерть мира - Моя смерть - А ну-ка я надену канотье… - Граната - Поездка в сумасшедший дом - Пейзаж - Операция | - Пейзаж (по мотивам одной картины) - Пейзаж с луной - Ночь - Туман - Точка - Пророчество - Летний вечер |

В прозаическую подборку журнала вошли:
| - Стихи Альфреда Лихтенштейна (эссе) - Разговор о ногах - Из набросков к новелле «Кафе „Клёцка“» | - Кафе «Клёцка» - Куно Коэн |

В крупнейшую до сегодняшнего дня переводную поэтическую антологию немецкого экспрессионизма «Сумерки человечества» 1990 года, составленную Виктором Топоровым (основной составитель и переводчик антологии) и Антониной Славинской, стихи Альфреда Лихтенштейна не были включены. (Эту антологию не следует путать с классической немецкой антологией «Сумерки человечества» Курта Пинтуса 1919 года, в которой стихи Альфреда Лихтенштейна как раз присутствовали.) Сами составители применительно не только к Лихтенштейну, а ко всем «выброшенным» именам, объяснили это следующим образом:
…Мы подготовили к изданию принципиально иную, по сравнению с антологией К. Пинтуса книгу. Нам хотелось дать суммарный образ поэзии экспрессионизма и в то же время наиболее характерные её образцы.

Всякая антология неизбежно субъективна и отражает прежде всего вкусы и взгляды её составителя В данном случае в основу книги положена четвертьвековая работа В. Л. Топорова над переводами экспрессионистов. Творческий отбор стихотворений для перевода имел те же причины и корни, что и включение тех или иных произведений экспрессионизма в данную антологию. <…>

Отсутствие нескольких нашумевших одним-двумя стихотворениями имён и самих этих стихотворений объясняется тем, что в переводе эти стихи неизбежно утрачивают как раз ту прелесть, ради сохранения которой их следовало бы перевести. Целый ряд имён отброшен как периферийный по отношению к магистральному пути экспрессионизма. От других (менее значительных) пришлось отказаться ввиду недостатка места.
Те же составители ошибочно утверждали, что из всего немецкого экспрессионизма Осип Мандельштам перевёл «одно (!) стихотворение Верфеля», в то время как Мандельштам перевёл также стихотворение Лихтенштейна «Прогулка».

### Публикации Альфреда Лихтенштейна

#### На немецком языке
- Gesammelte Gedichte. 1962.
- Gesammelte Prosa. 1966.
- Dichtungen. Gesamtausgabe. Herausgegeben von Klaus Kanzog und Hartmut Vollmer. (Arche Editionen des Expressionismus. Herausgegeben von Paul Raabe) Enthält die Gesammelten Gedichte und die Gesammelte Prosa sowie unveröffentlichte Gedichte aus dem Nachlass. Mit Bibliographie und einem längeren Essay über Lichtenstein von Hartmut Vollmer sowie Abbildungen. Arche, Zürich 1989. ISBN 3-7160-2089-3
- «Ich hebe meine Augen in die Welt» — Groteske Gedichte und ein Prosatext von Alfred Lichtenstein, Hörbuch mit Barbara Wittmann und Detlef Bierstedt mit Musik von und mit Aki Takase und Michael Griener, hoerbuchedition words & music, 2007. ISBN 978-3-9811778-2-4
- Die Fahrt nach der Irrenanstalt. Eine Auswahl an Gedichten. hochroth Verlag, Berlin 2008. ISBN 978-3-9812619-0-5

#### Переводы на русский язык
- А ну-ка я надену канотье…: Стихотворения / Пер. Алёши Прокопьева // Иностранная литература. — 2011. — № 4. — С. 14—22.
- Стихи Альфреда Лихтенштейна: Эссе / Пер. Татьяны Баскаковой // Иностранная литература. — 2011. — № 4. — С. 23—26.
- Разговор о ногах / Пер. Татьяны Баскаковой // Иностранная литература. — 2011. — № 4. — С. 27—29.
- Из набросков к новелле «Кафе „Клёцка“» / Пер. Татьяны Баскаковой // Иностранная литература. — 2011. — № 4. — С. 29—31.
- Кафе «Клёцка» / Пер. Татьяны Баскаковой // Иностранная литература. — 2011. — № 4. — С. 31—41.
- Куно Коэн / Пер. Татьяны Баскаковой // Иностранная литература. — 2011. — № 4. — С. 41—42.

### Об Альфреде Лихтейнштейне
- Герцфельде Виланд. Похороны Альфреда Лихтенштейна / Пер. с нем. // Московский Парнас. — 192?. — № ?.
- Heckmann H. Marginalien zu Lichtenstein // Akzente. 1955.
- Kanzog K. Die Gedichthefte Alfred Lichtensteins // Jahrbuch der deutschen Schillergesellschaft. 1961.
- Kuntzel H. Alfred Lichtenstein // Expresssionismus als Literatur / Hg. W. Rothe. Bern; München. 1969.
- Paulsen W. Alfred Lichtenstein Prosa // Jahrbuch der deutschen Schillergesellschaft. 1968. 12.
- Ришар Лионель. Лихтенштейн Альфред // Ришар Лионель. Энциклопедия экспрессионизма: Живопись и графика. Скульптура. Архитектура. Литература. Драматургия. Театр. Кино. Музыка / Науч. ред. и авт. послесл. В. М. Толмачёв; Пер. с фр. — М.: Республика, 2003. — С. 204—206.
- Млечина И. Лихтенштейн, Альфред // Энциклопедический словарь экспрессионизма  / Главный редактор П. М. Топер. — М.: ИМЛИ РАН, 2008. — С. 341—342.
- Альфред Лихтенштейн // Иностранная литература. — 2011. — № 4. — С. 13.